# D. P. Walker
Daniel Pickering Walker (1914-1985) fue un historiador inglés, autor de diversos estudios, notables, sobre la tradición ocultista en la historia occidental.

## Trayectoria
D. P. Walker, como firmaba siempre, estuvo en varios Colleges de la Universidad de Oxford. Pero su gran formación erudita deriva de su estancia prolongada, en su carrera, en el Instituto Warburg de la Universidad de Londres.
Su obra más conocida, y discutida en Europa también, Spiritual and Demonic Magic: From Ficino to Campanella (1958). Este libro examina el papel de la magia de finales del siglo XV y del siglo XVI en las vidas y en el pensamiento de figuras de la talla de Marsilio Ficino, Francis Bacon y Tommaso Campanella. Percibe un influjo global e intenso del ocultismo, con su ambición práctica, alteradora de la materia, en el tardío Renacimiento, como estudiarían Eugenio Garin y luego Frances Yates. Es un tema que ha sido muy debatido en la segunda mitad del siglo XX.

## Obra
- Spiritual and Demonic Magic: From Ficino to Campanella (1958)
- The Decline of Hell (1964)
- The Ancient Theology (1972)
- Unclean Spirits: Possession and Exorcism in France and England in the Late Sixteenth and Early Seventeenth Centuries (1981).